# 佩霍夫卡农村居民点
佩霍夫卡农村居民点（俄语：Пыховское сельское поселение）是俄罗斯联邦沃罗涅日州新霍皮奥尔斯克区所属的一个农村居民点。其下辖有3个居民点，行政中心为佩霍夫卡。据2016年统计，该农村居民点的人口为1178人。